# La Chapelle-en-Vercors
La Chapelle-en-Vercors [la ʃapɛl ɑ̃ vɛʁkɔʁ] ist ein Dorf und eine Gemeinde mit 772 Einwohnern (Stand: 1. Januar 2022) im französischen Département Drôme in der Region Auvergne-Rhône-Alpes (vor 2016: Rhône-Alpes). Die Gemeinde gehört zum Arrondissement Die.

## Geografie
Die Gemeinde liegt im Vercors, etwa 41 Kilometer ostnordöstlich von Valence. Umgeben wird La Chapelle-en-Vercors von den Nachbargemeinden Échevis im Norden, Saint-Martin-en-Vercors im Norden und Nordosten, Saint-Andéol im Osten, Saint-Agnan-en-Vercors im Osten und Südosten, Vassieux-en-Vercors im Süden, Bouvante im Westen und Südwesten sowie Saint-Laurent-en-Royans im Westen und Nordwesten.

## Bevölkerung
| Jahr                       | 1962 | 1968 | 1975 | 1982 | 1990 | 1999 | 2006 | 2009 | 2013 | 2014 | 2020 |
| -------------------------- | ---- | ---- | ---- | ---- | ---- | ---- | ---- | ---- | ---- | ---- | ---- |
| Einwohner                  | 738  | 722  | 675  | 653  | 628  | 662  | 674  | 675  | 699  | 670  | 724  |
| pro km²                    |      | 15,9 | 14,9 | 14,4 | 13,9 | 14,6 |      | 14,9 |      | 14,8 | 16,0 |
| Quellen: Cassini und INSEE |      |      |      |      |      |      |      |      |      |      |      |

## Geschichte

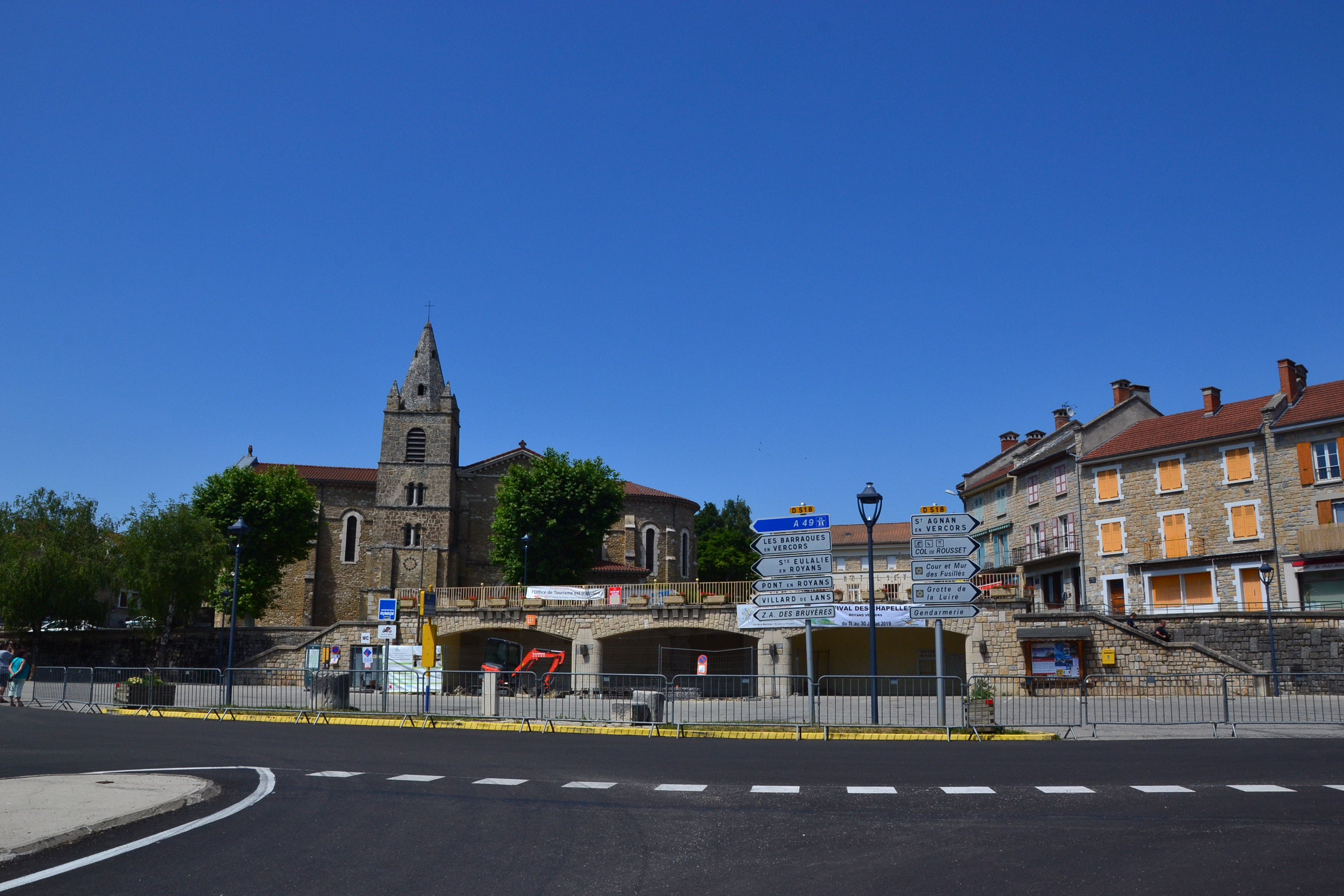
Ortskern mit der Kirche Notre-Dame

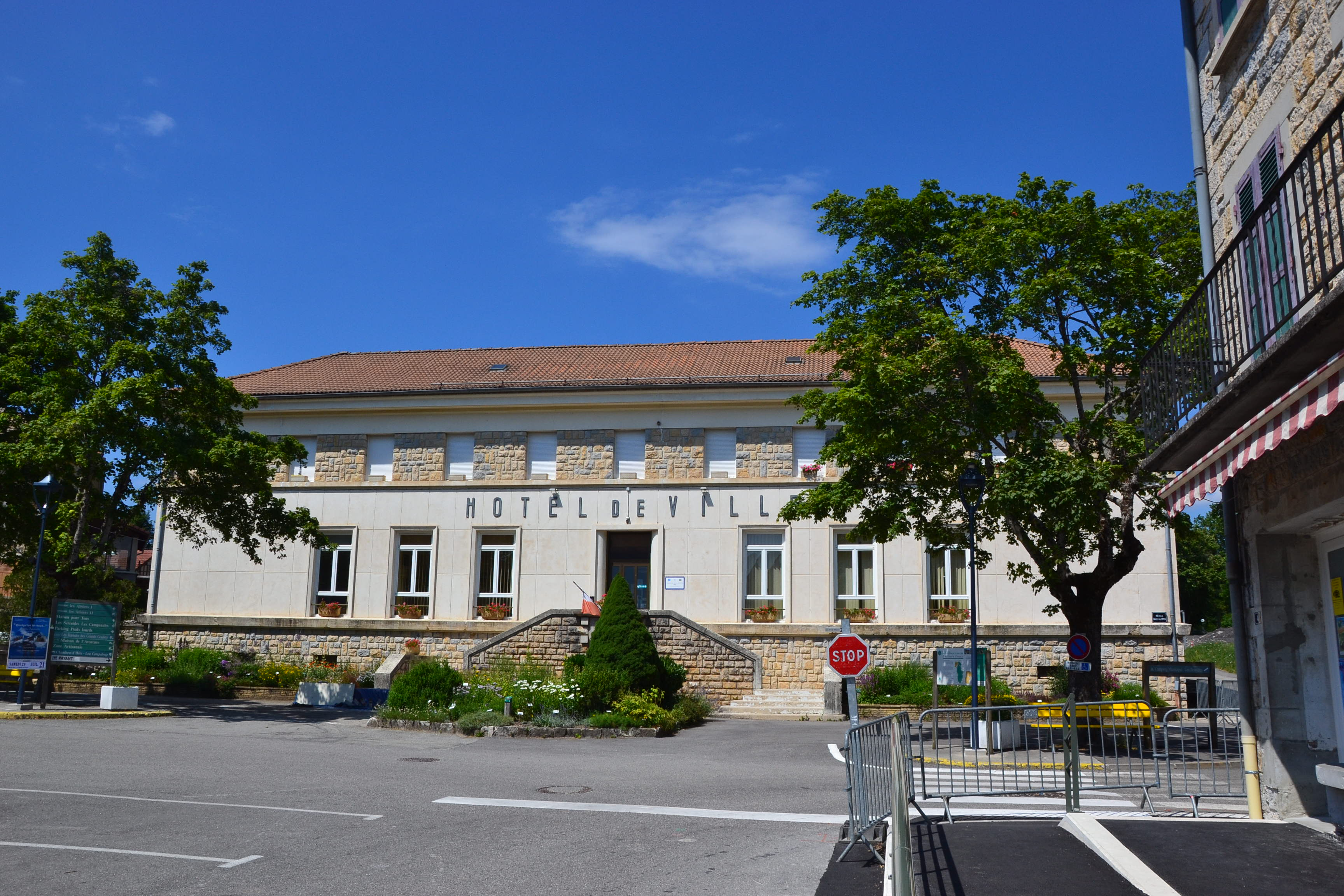
Dorfgemeinschaftshaus

### Frühgeschichte
Im Jahr 1885 wurden bei Arbeiten an der Straße in Bobache behauene Feuersteine freigelegt.
Zwei Siedlungen in Felsunterständen wurden 1904 ausgegraben: Eine Siedlung von Jägern – Hinweise auf Jagd nach Murmeltieren, Steinböcken und Hasen sowie eine Siedlung von Fischern. Zwei Epochen sind nachgewiesen: das späte Magdalénien (13.000–10.000 v. Chr.) und das Epipaläolithikum (Azilium, 8000 v. Chr.)
Im Gebiet von La-Chapelle-en-Vercors siedelte der gallische Stamm der Voconcen.

### Antike
Aus der Zeit der römischen Besetzung Galliens keine Spuren römischer Besiedlung im Raum La-Chapelle-en-Vercors nachgewiesen. Vermutlich war der Landstrich aus Sicht der Römer zu abgelegen oder zu unwirtlich.

### Vom Mittelalter bis zur Französischen Revolution
Im Mittelalter war La Chapelle-en-Vercors Hauptort eines Lehens, das zunächst „Rousset und Ravel“, ab 1318 dann „Rivosico und Ravello“ und später „Bâtie de Vercors“ genannt wurde.
Dieses Land gehörte wahrscheinlich zuerst den Grafen von Die, um dann später auf die Dauphiné überzugehen. 1253 wiederum erwarb der Bischof von Die das Land, welches dann bis zur Französischen Revolution im Besitz des Bistums verblieb. Vor 1790 war La Chapelle-en-Vercors ein Wahlbezirk von Montélimar, und zugleich eine Pfarrei der Diözese von Die.

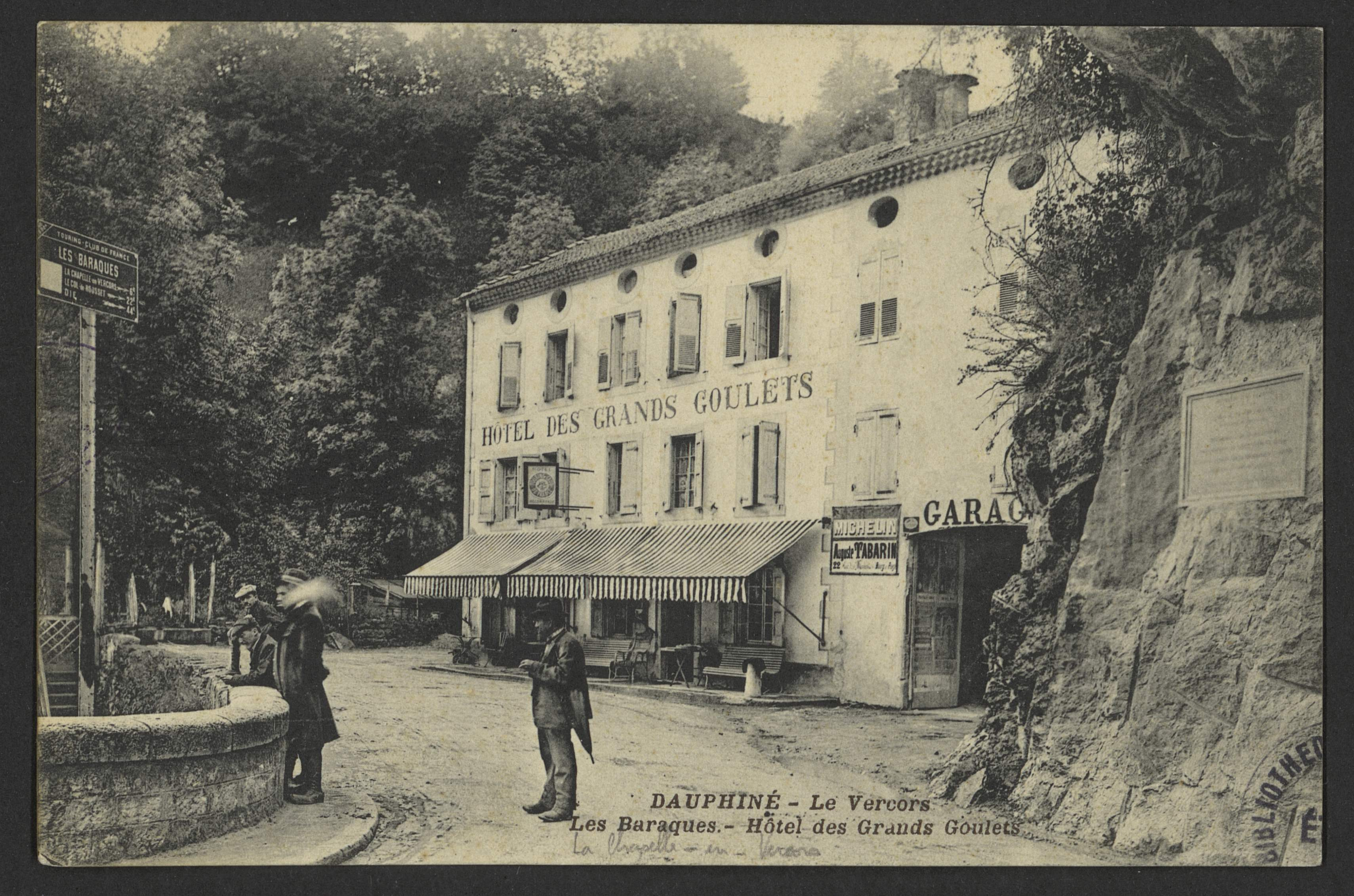
Hôtel des Grands Goulets im 1944 von der Wehrmacht zerstörten Weiler Les Baraques (um 1908)

### Zweiter Weltkrieg
La Chapelle-en-Vercors gehört, neben dem benachbarten Vassieux-en-Vercors, zu den wesentlichen Schauplätzen von Vergeltungsmaßnahmen der Deutschen Wehrmacht gegen Widerstandskämpfer, die sich ab 1943 in Form der sogenannten Maquis an verschiedenen, strategisch günstig gelegenen Plätzen im Vercors versammelt hatten. Der Vercors hatte aufgrund seiner Abgeschiedenheit und der günstigen Topographie eine überregionale Anziehungskraft auf Mitglieder der Résistance entwickelt, und insbesondere in Erwartung einer zeitnahen Landung der Alliierten an der Mittelmeerküste hatte dies im ersten Halbjahr 1944 zu einer merklichen Organisation des Widerstands gegen die deutschen Besatzer, aber auch das Vichy-Regime geführt.
Die Wehrmacht befürchtete deshalb, dass das Vercors insgesamt eine „Landeplattform“ für die Alliierten im Hinterland des besetzten bzw. aus Vichy kontrollierten Frankreich werden könnte, und beschloss daher eine militärische Aktion gegen die Résistance unter dem Codenamen „Operation Bettina“ ab Juli 1944.
Ab dem 1. Juli 1944 starteten deutsche Soldaten verschiedene Offensiven – von Grenoble aus auf dem Landweg, aber insbesondere auch in Form von Luftlandeoperationen aus dem Rhonetal heraus – gegen die Widerstandskämpfer, wobei infolge von Kriegsverbrechen der beteiligten Truppen auch zivile Bewohner des Vercors Opfer der Gewalt wurden.
Am nördlichen Rand der Gemeinde findet sich beim heute gesperrten Zugang zur Straße durch die Grands Goulets eine Gedenktafel an ein Gefecht von 20 Widerstandskämpfern gegen 300 vom Tal angreifende deutsche Wehrmachtssoldaten. Dort hatten die deutschen Soldaten den Weiler Les Baraques am Nordrand der Gemeinde mit Brandgranaten zerstört.

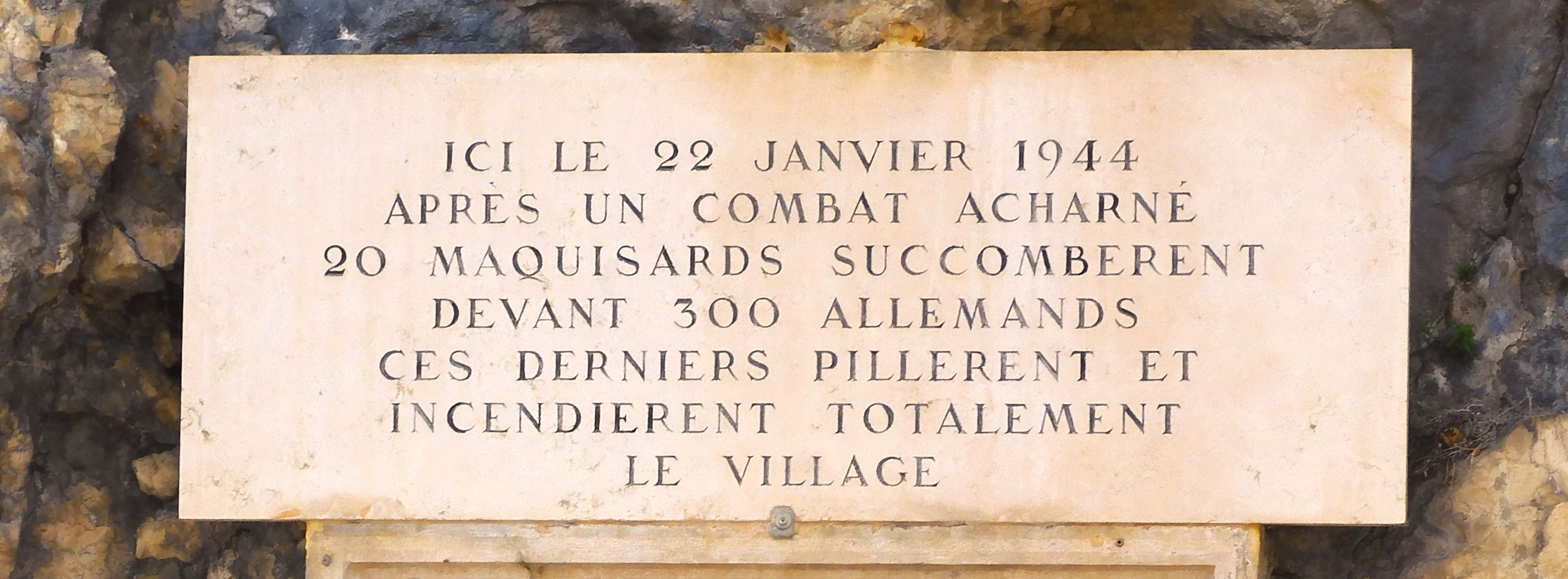
Gedenktafel in Les Baraques am Beginn der Grands Goulets

Auch in La Chapelle-en-Vercors suchten Soldaten nach Waffen und Widerstandskämpfern. Sie forderten die Zusammenarbeit von Bürgermeister Élie Revol und Pater Pitavy, was diese ablehnten.
Am 25. Juli 1944 brannten deutsche Soldaten hundert Häuser in La Chapelle-en-Vercors nieder. Die Bevölkerung wurde in zwei Gruppen geteilt: eine aus jungen Männern, die andere aus älteren Männern, Frauen und Kindern. Während letztere in der Schule des Ortes eingesperrt wurden, kam es am selben Abend zur Erschießung von sechzehn jungen Männern im Hof der Ferme Albert. Dieser Bauernhof wurde anschließend in Brand gesetzt.

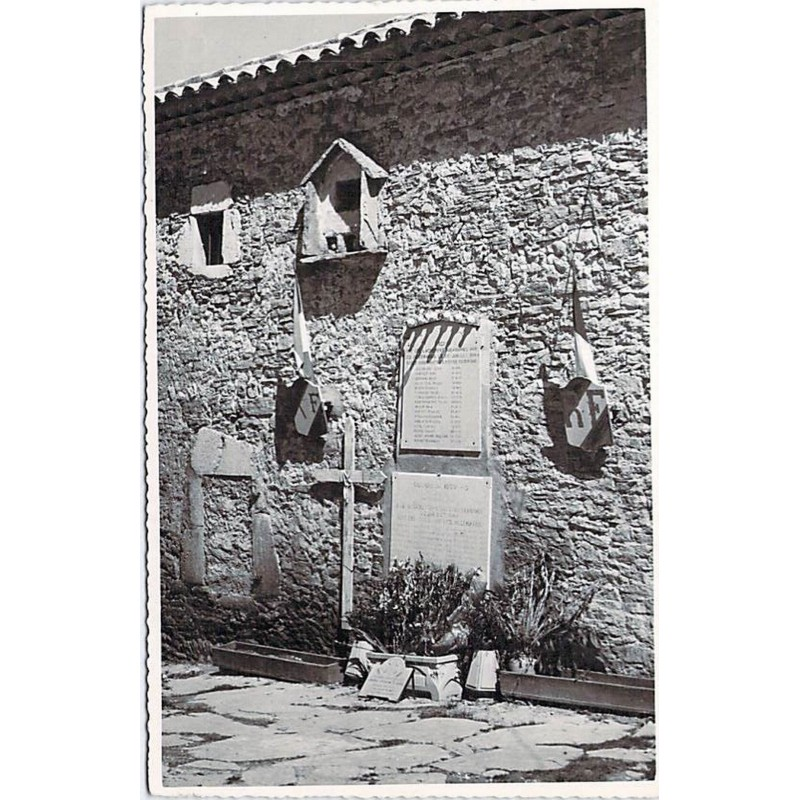
Mauer der Füsilierten, Abbildung auf einer historischen Postkarte

Zur Erinnerung an dieses Ereignis wurde im erhaltenen Rest des Innenhofs der Ferme Albert eine Erinnerungsstätte eingerichtet, der sogenannte „Hof der Füsilierten“. Dort erinnern eine ältere Plakette aus den 1950er Jahren und eine neuere Glasstele aus dem 21. Jahrhundert an das Verbrechen, welches auf der älteren Tafel noch als „durch die Deutschen“, auf der neueren aber als „von den Nazis“ ausgeübt differenziert wird.
Die Namen und Alter der 16 Opfer dieses Kriegsverbrechens lauten:
- Jean Allouard (18)
- Aimé Bouvet (17)
- René Bayoud (19)
- Pierre Benevène (36)
- Georges Borel (37)
- René Chabert (18)
- Jules Fontanabona (23)
- Nello Fontanabona (20)
- Paul Morin (19)
- Robert Rochas (19)
- Léopold Rolland (19)
- Maurice Rolland (17)
- Fernand Rome (37)
- Roger Revol (28)
- Philippe Saint-André (35)
- Stanislas Sitarz (38)

Auf deutscher Seite an den Verbrechen mittelbar beteiligt waren unter anderem:
- Generalleutnant Karl Pflaum,
- Generalleutnant Hermann Niehoff, 1944 Kommandeur des Heeresgebietes Südfrankreich,
- SS-Obersturmbannführer Werner Knab.

Nahezu der gesamte Ort wurde im Zuge der verübten Kriegsverbrechen niedergebrannt, so dass nach dem Krieg ein weitgehend neu gestalteter Ortskern entstand, der zwar versucht, sich im Baustil an die Bebauung vor dem Kriege zu orientieren, aber dennoch auffällig einheitlich und dadurch auf den Betrachter ein wenig eintönig wirken kann.

## Sehenswürdigkeiten
- Kirche Notre-Dame
- Höhle von la Draye Blanche
- Kapelle Saint-Antoine
- Kapelle Notre-Dame-des-Lumières im Ortsteil Loscence

## Persönlichkeiten
- Raphaël Poirée (* 1974), Biathlet, ist hier aufgewachsen